# 米莱·伊萨科维奇
米莱·伊萨科维奇（羅馬化：Mile Isaković，1958年1月17日—），塞尔维亚男子手球运动员。他曾代表南斯拉夫国家队参加1980年和1984年夏季奥林匹克运动会手球比赛，获得一枚金牌。